# 紫辉林星蜂鸟
，是雨燕目蜂鸟科的一种鸟类，为林星蜂鸟属（学名：Calliphlox）的唯一一种，该属原包含更多物种，它们现被拆分至拟林星蜂鸟属及巴哈马林星蜂鸟属。
紫辉林星蜂鸟体重约2.8克，翼长约34.8毫米，嘴峰长约19.3毫米，喙宽度约1.5毫米，喙厚度约1.7毫米，跗蹠长约3.8毫米，尾长约24.6毫米。紫辉林星蜂鸟在其分布区内为留鸟，其栖息在半开放的高大树木组成的森林中，食性为草食性，主要食物来源是植物的花蜜。
紫辉林星蜂鸟分布于广泛分布于南美洲热带地区至阿根廷东北部和巴西南部。该物种是单型物种，没有亚种分化。